# Llista d'asteroides/211601-211700
| Nom      | Designació provisional | Data de descobriment   | Lloc de descobriment | Descobridor/s |
| -------- | ---------------------- | ---------------------- | -------------------- | ------------- |
| 211601 - | 2003 SA310             | 28 de setembre de 2003 | Socorro              | LINEAR        |
| 211602 - | 2003 SQ320             | 18 de setembre de 2003 | Kitt Peak            | Spacewatch    |
| 211603 - | 2003 SV321             | 22 de setembre de 2003 | Kitt Peak            | Spacewatch    |
| 211604 - | 2003 SC407             | 27 de setembre de 2003 | Apache Point         | SDSS          |
| 211605 - | 2003 SK423             | 22 de setembre de 2003 | Kitt Peak            | Spacewatch    |
| 211606 - | 2003 SN423             | 28 de setembre de 2003 | Kitt Peak            | Spacewatch    |
| 211607 - | 2003 TE16              | 15 d'octubre de 2003   | Anderson Mesa        | LONEOS        |
| 211608 - | 2003 TQ17              | 15 d'octubre de 2003   | Palomar              | NEAT          |
| 211609 - | 2003 TT20              | 15 d'octubre de 2003   | Anderson Mesa        | LONEOS        |
| 211610 - | 2003 TH39              | 2 d'octubre de 2003    | Kitt Peak            | Spacewatch    |
| 211611 - | 2003 UY5               | 16 d'octubre de 2003   | Anderson Mesa        | LONEOS        |
| 211612 - | 2003 UA30              | 18 d'octubre de 2003   | Kitt Peak            | Spacewatch    |
| 211613 - | 2003 UB30              | 25 d'octubre de 2003   | Vicques              | Vicques       |
| 211614 - | 2003 UF40              | 16 d'octubre de 2003   | Kitt Peak            | Spacewatch    |
| 211615 - | 2003 UJ48              | 16 d'octubre de 2003   | Anderson Mesa        | LONEOS        |
| 211616 - | 2003 UW51              | 18 d'octubre de 2003   | Palomar              | NEAT          |
| 211617 - | 2003 UO59              | 17 d'octubre de 2003   | Anderson Mesa        | LONEOS        |
| 211618 - | 2003 UH61              | 16 d'octubre de 2003   | Anderson Mesa        | LONEOS        |
| 211619 - | 2003 UT62              | 16 d'octubre de 2003   | Anderson Mesa        | LONEOS        |
| 211620 - | 2003 UK63              | 16 d'octubre de 2003   | Palomar              | NEAT          |
| 211621 - | 2003 UL73              | 19 d'octubre de 2003   | Kitt Peak            | Spacewatch    |
| 211622 - | 2003 UQ106             | 18 d'octubre de 2003   | Palomar              | NEAT          |
| 211623 - | 2003 UN112             | 20 d'octubre de 2003   | Socorro              | LINEAR        |
| 211624 - | 2003 UB117             | 21 d'octubre de 2003   | Socorro              | LINEAR        |
| 211625 - | 2003 UL119             | 18 d'octubre de 2003   | Kitt Peak            | Spacewatch    |
| 211626 - | 2003 UK121             | 19 d'octubre de 2003   | Palomar              | NEAT          |
| 211627 - | 2003 UO122             | 19 d'octubre de 2003   | Kitt Peak            | Spacewatch    |
| 211628 - | 2003 UM128             | 21 d'octubre de 2003   | Kitt Peak            | Spacewatch    |
| 211629 - | 2003 UR129             | 18 d'octubre de 2003   | Palomar              | NEAT          |
| 211630 - | 2003 UE135             | 21 d'octubre de 2003   | Anderson Mesa        | LONEOS        |
| 211631 - | 2003 UH136             | 21 d'octubre de 2003   | Socorro              | LINEAR        |
| 211632 - | 2003 UQ136             | 21 d'octubre de 2003   | Socorro              | LINEAR        |
| 211633 - | 2003 UE141             | 18 d'octubre de 2003   | Anderson Mesa        | LONEOS        |
| 211634 - | 2003 UX143             | 18 d'octubre de 2003   | Anderson Mesa        | LONEOS        |
| 211635 - | 2003 US157             | 20 d'octubre de 2003   | Kitt Peak            | Spacewatch    |
| 211636 - | 2003 UF162             | 21 d'octubre de 2003   | Socorro              | LINEAR        |
| 211637 - | 2003 UD168             | 22 d'octubre de 2003   | Socorro              | LINEAR        |
| 211638 - | 2003 UG170             | 22 d'octubre de 2003   | Kitt Peak            | Spacewatch    |
| 211639 - | 2003 UU180             | 21 d'octubre de 2003   | Socorro              | LINEAR        |
| 211640 - | 2003 UV180             | 21 d'octubre de 2003   | Socorro              | LINEAR        |
| 211641 - | 2003 UH189             | 22 d'octubre de 2003   | Kitt Peak            | Spacewatch    |
| 211642 - | 2003 UE190             | 22 d'octubre de 2003   | Kitt Peak            | Spacewatch    |
| 211643 - | 2003 UJ209             | 23 d'octubre de 2003   | Anderson Mesa        | LONEOS        |
| 211644 - | 2003 UG211             | 23 d'octubre de 2003   | Kitt Peak            | Spacewatch    |
| 211645 - | 2003 UB212             | 23 d'octubre de 2003   | Kitt Peak            | Spacewatch    |
| 211646 - | 2003 UA216             | 21 d'octubre de 2003   | Kitt Peak            | Spacewatch    |
| 211647 - | 2003 UW217             | 21 d'octubre de 2003   | Socorro              | LINEAR        |
| 211648 - | 2003 UV219             | 21 d'octubre de 2003   | Palomar              | NEAT          |
| 211649 - | 2003 UK220             | 21 d'octubre de 2003   | Kitt Peak            | Spacewatch    |
| 211650 - | 2003 UL226             | 22 d'octubre de 2003   | Kitt Peak            | Spacewatch    |
| 211651 - | 2003 UT233             | 24 d'octubre de 2003   | Socorro              | LINEAR        |
| 211652 - | 2003 UV238             | 24 d'octubre de 2003   | Socorro              | LINEAR        |
| 211653 - | 2003 UY240             | 24 d'octubre de 2003   | Kitt Peak            | Spacewatch    |
| 211654 - | 2003 UP246             | 24 d'octubre de 2003   | Socorro              | LINEAR        |
| 211655 - | 2003 UT246             | 24 d'octubre de 2003   | Socorro              | LINEAR        |
| 211656 - | 2003 UT254             | 24 d'octubre de 2003   | Kitt Peak            | Spacewatch    |
| 211657 - | 2003 UT263             | 27 d'octubre de 2003   | Socorro              | LINEAR        |
| 211658 - | 2003 UW274             | 30 d'octubre de 2003   | Haleakala            | NEAT          |
| 211659 - | 2003 UC279             | 26 d'octubre de 2003   | Kitt Peak            | Spacewatch    |
| 211660 - | 2003 UD282             | 29 d'octubre de 2003   | Anderson Mesa        | LONEOS        |
| 211661 - | 2003 UZ315             | 21 d'octubre de 2003   | Socorro              | LINEAR        |
| 211662 - | 2003 UA324             | 17 d'octubre de 2003   | Kitt Peak            | Spacewatch    |
| 211663 - | 2003 UK327             | 17 d'octubre de 2003   | Apache Point         | SDSS          |
| 211664 - | 2003 UG381             | 22 d'octubre de 2003   | Apache Point         | SDSS          |
| 211665 - | 2003 VQ4               | 15 de novembre de 2003 | Kitt Peak            | Spacewatch    |
| 211666 - | 2003 VW7               | 3 de novembre de 2003  | Socorro              | LINEAR        |
| 211667 - | 2003 VU9               | 15 de novembre de 2003 | Needville            | Needville     |
| 211668 - | 2003 VH11              | 15 de novembre de 2003 | Palomar              | NEAT          |
| 211669 - | 2003 VL11              | 15 de novembre de 2003 | Palomar              | NEAT          |
| 211670 - | 2003 WZ16              | 18 de novembre de 2003 | Palomar              | NEAT          |
| 211671 - | 2003 WK21              | 19 de novembre de 2003 | Kitt Peak            | Spacewatch    |
| 211672 - | 2003 WX28              | 18 de novembre de 2003 | Kitt Peak            | Spacewatch    |
| 211673 - | 2003 WZ31              | 18 de novembre de 2003 | Palomar              | NEAT          |
| 211674 - | 2003 WS32              | 18 de novembre de 2003 | Kitt Peak            | Spacewatch    |
| 211675 - | 2003 WD33              | 18 de novembre de 2003 | Palomar              | NEAT          |
| 211676 - | 2003 WZ53              | 20 de novembre de 2003 | Socorro              | LINEAR        |
| 211677 - | 2003 WU55              | 20 de novembre de 2003 | Socorro              | LINEAR        |
| 211678 - | 2003 WN64              | 19 de novembre de 2003 | Kitt Peak            | Spacewatch    |
| 211679 - | 2003 WB69              | 19 de novembre de 2003 | Kitt Peak            | Spacewatch    |
| 211680 - | 2003 WT70              | 20 de novembre de 2003 | Palomar              | NEAT          |
| 211681 - | 2003 WG71              | 20 de novembre de 2003 | Socorro              | LINEAR        |
| 211682 - | 2003 WZ71              | 20 de novembre de 2003 | Socorro              | LINEAR        |
| 211683 - | 2003 WC81              | 20 de novembre de 2003 | Socorro              | LINEAR        |
| 211684 - | 2003 WA90              | 16 de novembre de 2003 | Kitt Peak            | Spacewatch    |
| 211685 - | 2003 WK101             | 21 de novembre de 2003 | Socorro              | LINEAR        |
| 211686 - | 2003 WT105             | 21 de novembre de 2003 | Socorro              | LINEAR        |
| 211687 - | 2003 WJ106             | 21 de novembre de 2003 | Socorro              | LINEAR        |
| 211688 - | 2003 WE108             | 20 de novembre de 2003 | Socorro              | LINEAR        |
| 211689 - | 2003 WR111             | 20 de novembre de 2003 | Socorro              | LINEAR        |
| 211690 - | 2003 WC118             | 20 de novembre de 2003 | Socorro              | LINEAR        |
| 211691 - | 2003 WQ119             | 20 de novembre de 2003 | Socorro              | LINEAR        |
| 211692 - | 2003 WA127             | 20 de novembre de 2003 | Socorro              | LINEAR        |
| 211693 - | 2003 WY133             | 21 de novembre de 2003 | Socorro              | LINEAR        |
| 211694 - | 2003 WS137             | 21 de novembre de 2003 | Socorro              | LINEAR        |
| 211695 - | 2003 WW137             | 21 de novembre de 2003 | Socorro              | LINEAR        |
| 211696 - | 2003 WN142             | 21 de novembre de 2003 | Palomar              | NEAT          |
| 211697 - | 2003 WR145             | 21 de novembre de 2003 | Palomar              | NEAT          |
| 211698 - | 2003 WW145             | 21 de novembre de 2003 | Socorro              | LINEAR        |
| 211699 - | 2003 WS146             | 23 de novembre de 2003 | Socorro              | LINEAR        |
| 211700 - | 2003 WX147             | 23 de novembre de 2003 | Kitt Peak            | Spacewatch    |